# Serhij Holubyckyj
Serhij Vitalijovyč Holubyckyj (* 20. prosince 1969 Kyjev, Sovětský svaz) je bývalý sovětský a ukrajinský sportovní šermíř, který se specializoval na šerm fleretem. Sovětský svaz a Ukrajinu reprezentoval v devadesátých letech. Jako sovětský reprezentant zastupoval kyjevskou šermířskou školu, která spadala pod Ukrajinskou SSR. Na olympijských hrách startoval v roce 1992, 1996 a 2000 v soutěži jednotlivců a družstev. V soutěži jednotlivců získal na olympijských hrách 1992 stříbrnou olympijskou medaili. V roce 1997, 1998 a 1999 získal titul mistra světa v soutěži jednotlivců a v roce 1995 titul mistra Evropy. Se sovětským družstvem fleretistů vybojoval v roce 1989 titul mistra světa. S ukrajinským družstvem fleretistů se pravidelně účastnil velkých sportovních akcí.